# بیل اکرسلی
بیل اکرسلی (به انگلیسی: Bill Eckersley) بازیکن فوتبال زادهٔ ۱۶ ژوئیه ۱۹۲۵ اهل انگلستان بود که سابقهٔ بازی در تیم ملی فوتبال انگلستان را در کارنامهٔ خود دارد. وی در تاریخ ۲ ژوئیه ۱۹۵۰ نخستین بازی ملی خود را در مقابل تیم ملی فوتبال اسپانیا انجام داد و با حضور در ۱۷ بازی ملی، در تاریخ ۲۵ نوامبر ۱۹۵۳ واپسین بازی ملی‌اش را در برابر تیم ملی فوتبال مجارستان برگزار کرد.